# Біла акація (оперета)
«Біла акація» (рос. Белая акация) — оперета І. О. Дунаєвського на три дії. Лібретто В. З. Масса та М. А. Червінського.

## Історія створення
Дунаєвський працював над музикою навесні та влітку 1955 року. Спочатку були написані «Пісня про акацію» та «Пісня про Одесу».
«Біла акація» — остання оперета Дунаєвського. Закінчити твір композитор не встиг: він помер 25 липня 1955 року. Клавір оперети був посмертно завершений Кирилом Молчановим за ескізами композитора. Інструментовка Г. Чернова. Активну участь в оркестровці брав диригент Григорій Столяров.

## Прем'єра
Право першої постановки оперети Ісак Дунаєвський обіцяв Одеському театру музкомедії. У різних джерелах по-різному вказуються дата і місце прем'єри оперети і перша виконавиця ролі Тоні Чумакової.
Згідно з одними джерелами, прем'єрний показ вистави відбувся в Москві, а потім в Одесі, згідно з іншими, навпаки. Треті джерела вказують, що різниця між датами цих двох прем'єр була всього 2—4 дні, що не знаходить підтвердження в доступних матеріалах.

### Московський театр оперети
Дата прем'єри: 15 листопада 1955 року або 24 листопада 1955 року

Постановка В. Канделакі та Л. Ротбаум.

Режисер А. Гедройц.

Диригенти Г. Столяров та Л. Оссовський.

Художник Г. Кігель.

Художник з костюмів Р. Вейсенберг.

Художник карнавалу Т. Луговська.

Балетмейстер Г. Шаховська.

Хормейстер Г. Агафоніков.

Тоня Чумакова — Тетяна Шмига.

Костя Купріянов — Володимир Чекалов.

Лариса — Іраїда Муштакова.

Яшка Буксир — Василь Алчевський.

### Одеський театр музичної комедії
Дата прем'єри: 29 січня 1956 року

Режисер І. Гріншпун.

Диригент І. Кільберг

Балетмейстер І. Вишняков, Н. В. Дельсон.

Художник Л. Файленбоген.

Тоня Чумакова — Ідалія Іванова.

Костя Купріянов — Микола Удод.

Лариса — Євгенія Дембська.

Яшка Буксир — Михайло Водяной.
Вистава стала візитівкою театру, а «Пісня [Тоні] про Одесу» згодом стала неформальним, а потім і офіційним гімном Одеси. З листопада 1959 року фрагмент мелодії пісні лунає кожні півгодини з курантів на будівлі Одеської міської ради. Ця ж пісня використовується як привітання поїздів на залізничному вокзалі. З 2023 року площа перед Одеським театром музичної комедії має назву площа Білої Акації.

## Сюжет

### Перша дія
В одеському дворику вирує життя: сусіди спілкуються, працюють, сперечаються. Дівчина Тоня мріє про далекі морські подорожі. У своїх романтичних піснях вона співає про рідну Одесу, про славних моряків. Тоня закохана в капітана китобійного судна Костянтина Купріянова. З'являється наречена Костянтина — легковажна Лариса у супроводі групи кавалерів. За Ларисою увивається і спритний і самовпевнений Яків Наконечников на прізвисько «Буксир». У двір приходить Костя Купріянов, він мріє провести вечір з Ларисою перед довгим плаванням, але вона обманює його, щоб піти на побачення з Яшкою Буксиром. Лариса приховує свої справжні почуття, а Тоня, яка кохає Костю, залишається і тіні.

### Друга дія
На базі китобійної флотилії Тоня працює радисткою. Яшка, не бажаючи відставати, теж вирушив у плавання, сподіваючись, що це тимчасово. Він незадоволений довгим рейсом і труднощами, скаржиться на спеку та незручності, але його хитрий характер дозволяє йому уникати серйозних обов'язків.
Тоня продовжує любити Костю, який страждає через відсутність листів від Лариси. Щоб підтримати його, Тоня передає радіограми від імені Лариси, щоб не втрачав надії. Під час шторму Костя працює з командою на межі можливостей, знаходячи втіху в ілюзії кохання.

### Третя дія
В Одесі готуються зустрічати флотилію. Лариса захоплена кінозйомками зустрічі моряків та фліртом із членами знімальної групи, а Тоня намагається попередити її про радіограми. Костя повертається і випадково дізнається правду про Ларису. Він розуміє, що реальні почуття пов'язують його з Тонею. Історія завершується щасливим союзом Кості та Тоні.

## Дійові особи
- Петро Тимофійович Чумаков — гарпунер-наставник китобійної флотилії «Салют»
- Ольга Іванівна Чумакова — його дружина
- Тоня Чумакова (Тося) — його племінниця
- Костянтин Олексійович Купріянов (Костя) — капітан-гарпунер китобійця «Салют-8»
- Лариса Штепенко (Лора) — молода дівчина
- Яків Петрович Наконечников на прізвисько «Буксир» (Яша) — комірник
- Серафима Степанівна Корабльова — буфетниця на базі китобійної флотилії «Салют»
- Сергій Сергійович Корабльов — її чоловік, театральний перукар
- Катя — подруга Тоні
- Льоша Великанов та Саша Лопатенко — молоді моряки флотилії
- Капітан — директор флотилії
- Апп — кінорежисер
- Моргунов — кіноактор
- Гриша — кінооператор
- Матроси на кораблі, сусіди.

## Місце дії
- 1-ша та 3-та дії — Великий двір на одній з приморських вулиць Одеси.
- 2-а дія — Палуба китобійної бази «Салют» під час переходу флотилії через екватор.

## Музичні номери
Нижче наведено список музичних номерів за клавіром 1956 року.
- Увертюра

Дія перша
- № 1. Ансамбль мешканців — «Есть у всех свои заботы…»
- № 2. Пісня Тоні про Одесу (з хором) — «Когда я пою о широком просторе…»
- № 3. Танець із кастаньєтами
- № 4. Аріозо Тоні (Пісня про акацію) — «Над приморской улицей майский день встаёт…»
- № 5. Вихід Лариси та семи кавалерів — «Не оставьте без вниманья наше приглашенье…»
- № 6. Дует Лариси та Яші — «Посмотрите, ветер тучи нагоняет…»
- № 7. Квартет (Чумакова, Корабльова, Чумаков, Корабльов) — «Я не певец! Всё это вздор! Я парикмахер и гримёр!..»
- № 8. Пісня Кості про дружбу (з хором) — «Без друзей на земле невозможно прожить…»
- № 9. Пісня Кості про маяк — «Бушует шторм, кипит волна…»
- № 10. Фінал I дії — «Для радости нужно так мало…»

Дія друга
- № 11. Вступ
- № 12. Пісня китобоїв — «Большие, большие расстоянья…»
- № 13. Дует Каті та Яші — «Здесь чудесно с точки зренья вида…»
- № 14. Ремінісценція (Пісня Тоні про Одесу) — «Когда я пою о широком просторе…»
- № 15. Терцет (Тоня, Льоша, Саша) — «Четвёртого апреля, ты помнишь, как хотели…»
- № 16. Пісенька Чумакова про веселого гарпунера — «Гарпунёр, весёлый малый, жил да был, не унывал…»
- № 17. Вихід Нептуна та почту
- № 18. Перехід через екватор — «Люди! Ответьте мне прямо: куда вы плывёте и кто вы?..»
- № 19. Частушки Яші— «Жизнь — копейка, медный грош…»
- № 20. Пісня Тоні на кораблі — «Я помню, как в детстве мне снился ночами…»
- № 21. Танці:
  - а) фокстрот
  - б) пташки
  - в) швидка полька
  - г) танець дівчат
  - л) загальний танець
- № 22. Шторм
- № 23. Фінал ІІ дії

Дія третя
- № 24. Антракт
- № 25. Сцена кінозйомки — «Не долго задержу я вас…»
- № 26. Пісня Лариси — «Жена — это вечные будни и скука!..»
- № 27. Фінал ІІІ дії

## Записи, радіомонтажі та екранізації
- Дунаевский И. Белая акация : монтаж оперети. Д(НД)-3392-7 (3 платівки). 1956. Дата запису: 27 липня 1956 року. Солісти, хор та оркестр Московського театру оперети. Постановка заслуженого діяча мистецтв В. А. Канделакі. Диригент Г. Столяров

За оперетою було знято два кінофільми.
- «Біла акація» (1957)
- «Тільки ти» (1972)